# Edwin Arthur Kraft
Edwin Arthur Kraft (* 8. Januar 1883 in New Haven, New Haven County, Connecticut, Vereinigte Staaten; † 15. Juli 1962 in Cleveland, Cuyahoga County, Ohio, Vereinigte Staaten) war ein US-amerikanischer Organist und Komponist.
Kraft studierte an der Yale University bei Horatio Parker.
Von 1903 bis 1905 bereiste er Europa und studierte hier u. a. in Paris bei Alexandre Guilmant und Charles-Marie Widor.
Nach seiner Rückkehr wirkte er zwei Jahre als Organist an der St. Matthew Episcopal Church in Wheeling (West Virginia).
Von 1907 bis 1959 war er Organist an der Trinity Episcopal Cathedral in Cleveland/Ohio.
Daneben war er von 1933 bis 1951 Musikdirektor des Lake Erie College in Painesville, außerdem Leiter des Orgeldepartments des Cleveland Institute of Music und Chorleiter an der Laurel School.
Kraft schrieb zahlreiche Transkriptionen für die Orgel, komponierte aber nur wenige eigene Werke.
Seine einzige Originalkomposition für die Orgel ist Ein Polnisches Wiegenlied (“A Polish Lullaby”).